# Élisabeth Swagers
Élisabeth Swagers (Méri) (Paris, 1775 – Paris, 1837) foi uma pintora, miniaturista e desenhista francesa.

## Biografia
Swagers foi aluna de Augustin Pajou, Adélaïde Labille-Guiard e Jean-Baptiste Jacques Augustin. Seu marido foi pintor de Utrecht Frans Swagers, às vezes chamado Zwagers; o casal viveu em Paris por um tempo. A filha do casal, Caroline, também se tornou um miniaturista após aprender o ofício com sua mãe. Swagers ensinou desenho, na Maison d'Éducation de la Légion d'Honneur, em Écouen, e, posteriormente, criou uma escola de desenho. Alguns desenhos em giz e miniaturas foram preservados, assim como obras em pastel. Swagers morreu em Paris.